# Astragalus macrodon
Astragalus macrodon là một loài thực vật có hoa trong họ Đậu. Loài này được (Hook. & Arn.) A.Gray miêu tả khoa học đầu tiên.